# Nordische Filmtage Lübeck

Logo des Festivals

Die Nordischen Filmtage Lübeck (Abkürzung: NFL) wurden 1956 vom Lübecker Filmclub zum ersten Mal veranstaltet und zählen zu den traditionsreichsten Filmfestivals weltweit. Sie sind das einzige Festival in Deutschland und neben dem später entstandenen Festival du cinéma nordique im französischen Rouen das einzige in Europa, das sich ganz auf die Präsentation von Filmen aus dem Norden und dem Nordosten des Kontinents spezialisiert hat.

## Entwicklung
Die Filmtage finden seit 1956 alljährlich an sechs Tagen über das erste Novemberwochenende statt. Sie sind seit 1971 in städtischer Trägerschaft und werden von der Hansestadt Lübeck zusammen mit den Filminstituten der nordischen und baltischen Länder veranstaltet. Die Schirmherrschaft haben die Botschafter der nordischen Länder in Deutschland. Die künstlerische Leitung hatte bis zum Jahr 2000 Hauke Lange-Fuchs. Anschließend übernahm Linde Fröhlich ab Ende 2000 die künstlerische Leitung. Ihr zur Seite steht als weiterer Festivalleiter der Nordischen Filmtage Lübeck seit 2017 Festivalmanager Florian Vollmers. Ehrenpräsidentin des Festivals ist die norwegische Schauspielerin und Regisseurin Liv Ullmann. Medienpartner sind der Norddeutsche Rundfunk (NDR) und die Lübecker Nachrichten (LN).
Alljährlich werden in Lübeck die aktuellen Spiel-, Dokumentar- und Kurzfilme aus Skandinavien, dem Baltikum, Finnland und Island vorgestellt. Daneben gibt es ein umfangreiches Kinder- und Jugendprogramm, seit 2016 eine Sektion für Serien und eine Retrospektive, die wichtigen Epochen, bestimmten Genres oder bedeutenden Persönlichkeiten der Filmgeschichte gewidmet ist. Im Filmforum sind neue Produktionen mit Bezug zu Schleswig-Holstein und Hamburg zu sehen. Seit 2016 werden 360°-Filme in einem mobilen Fulldome-Kino gezeigt. Begleitend finden Seminare, Diskussionen, Gesprächsrunden, Panels, Ausstellungen und Konzerte statt.
Die Nordischen Filmtage Lübeck sind mit zuletzt etwa 36.000 Besuchern (2019) ein großes Publikumsfestival und ein wichtiger Treffpunkt für die Filmbranche aus Deutschland sowie Nord- und Nordosteuropa. Viele der Regisseure, die in Lübeck ihre Debütwerke vorstellten, haben mittlerweile Weltruhm erlangt – wie Bille August, Lasse Hallström, Aki Kaurismäki oder Fridrik Thór Fridriksson.
Derzeit werden bei den NFL elf Filmpreise vergeben: der mit 12.500 € dotierte Spielfilmpreis des NDR, der Publikumspreis der Lübecker Nachrichten (5.000 €), der Baltische Filmpreis für einen nordischen Spielfilm (5.000 €), der Kirchliche Filmpreis Interfilm (5.000 €), der Dokumentarfilmpreis des DGB Bezirk Nord (5.000 €), der Preis der Kinderjury (5.000 €), der Kinder- und Jugendfilmpreis der Nordischen Filminstitute (5.000 €) und der CineStar-Preis (5.000 €) für einen in Norddeutschland hergestellten Kurzfilm. 2018 kam der Preis des Freundeskreises für das beste Spielfilmdebüt (7.500 €) hinzu; 2020 wurde der Preis der Jugendjury (5.000 €) eingeführt; 2022 wurde das Spektrum um den Preis für den besten Nordischen und Baltischen Kurzfilm (5.000 €) erweitert. Die Preise mit einem Gesamtwert von 65.000 Euro werden auf einer Filmpreisgala am vorletzten Abend der Filmtage verliehen.
2018 fanden das ganze Jahr über Jubiläumsveranstaltungen anlässlich der 60. Nordischen Filmtage Lübeck statt, die vom 30. Oktober bis 4. November des Jahres veranstaltet wurden.

### Festival 2006
Das auf fünf Veranstaltungstage verlängerte Festival verzeichnete mit 20.500 Besuchern einen Zuschauerrekord. Aus Anlass des 100-jährigen Bestehens wurde die Nordisk Film A/S mit einer Retrospektive geehrt. Erstmals wurden in der von den NFL und der schleswig-holsteinischen Filmförderung MSH gemeinsam veranstalteten „Filmpreisnacht“ fünf NFL-Preise sowie der mit 55.000 Euro dotierte Schleswig-Holstein-Filmpreis der MSH in vier Kategorien vergeben.

### Festival 2007
Das 49. Festival fand vom 31. Oktober bis 4. November 2007 statt. Das Filmforum Schleswig-Holstein, die Sektion der Filmtage für Produktionen aus Deutschlands nördlichstem Bundesland, feierte 20-jähriges Bestehen.

### Festival 2008
Die 50. Nordischen Filmtage fanden vom 29. Oktober bis 2. November 2008 statt und wurden mit dem dänischen Spielfilm Der Tanz von Pernille Fischer Christensen eröffnet.

### Festival 2009
Die 51. Nordischen Filmtage fanden vom 4. bis 8. November 2009 statt und wurden mit dem norwegischen Spielfilm Das Orangenmädchen eröffnet. Der Film von Eva Dahr basiert auf dem gleichnamigen Roman von Jostein Gaarder.

### Festival 2010
Die 52. Nordischen Filmtage fanden vom 3. bis 7. November 2010 statt und wurden mit dem schwedischen Spielfilm Sound of Noise eröffnet, einer Krimikomödie von Ola Simonsson und Johannes Stjärne Nilsson. Als Stargäste begrüßte man unter anderem Stellan Skarsgård.

### Festival 2011
Die 53. Nordischen Filmtage fanden vom 2. bis 6. November 2011 statt und wurden mit dem norwegischen Spielfilm Happy Happy eröffnet, eine Tragikomödie von Anne Sewitsky. Nach fünf Jahren wurde der Norddeutsche Filmpreis eingestellt und das Festival konzentriert sich auf das skandinavische und baltische Kernprogramm.

### Festival 2012
Die 54. Nordischen Filmtage fanden vom 31. Oktober bis 4. November 2012 statt. Das Filmforum, Sektion für den norddeutschen Film, feierte 25. Jubiläum. Thema der Retrospektive waren skandinavische Gruselfilme.

### Festival 2013
Vom 30. Oktober bis 3. November 2013 fanden die 55. Nordischen Filmtage Lübeck statt. „Nord!wärts im Film: Spitzbergen und der Weg zum Pol“ war das Thema der Retrospektive; eröffnet wurde das Festival mit dem isländischen Film Von Menschen und Pferden von Benedikt Erlingsson.

### Festival 2014
Die 56. Nordischen Filmtage Lübeck (29. Oktober – 2. November 2014) konnten einen neuen Besucherrekord verzeichnen mit fast 30.000 Besuchern. Eröffnet wurden sie mit 1001 Gramm des norwegischen Regiestars Bent Hamer.

### Festival 2015
Die 57. Ausgabe der Nordischen Filmtage Lübeck fand vom 4. bis 8. November 2015 statt. Zur Eröffnung wurde der Film Sture Böcke (Hrútar) des Isländers Grímur Hákonarson gezeigt. Die Retrospektive widmet sich in diesem Jahr dem Thema „Nordlandreisen. Travelogues & Roadmovies“.

### Festival 2016
Die 58. Nordischen Filmtage Lübeck (2. – 6. November 2016) stellten mit über 32.000 Besuchen einen neuen Rekord auf. Eröffnet wurden die Filmtage mit der norwegischen Produktion Rosemari von Sara Johnsen. Das Spielfilmdebüt Herzstein von Guðmundur Arnar Guðmundsson gewann den mit 12.500 Euro dotierten NDR-Filmpreis.

### Festival 2017
Die 59. Nordischen Filmtage Lübeck (1. – 5. November 2017) stellten mit über 33.000 Besuchen erneut einen Rekord auf. Eröffnet wurden die Filmtage mit der schwedischen Produktion Träum' weiter (Dröm vidare) von Rojda Sekersöz. Das Spielfilmdebüt Der Charmeur (Charmøren) von Milad Alami aus Dänemark gewann den mit 12.500 Euro dotierten NDR-Filmpreis.

### Festival 2018
Im 60. Jubiläumsjahr präsentierten die Nordischen Filmtage Lübeck vom 30. Oktober bis 4. November 199 Filme an sechs Tagen. Moonika Siimets Film Die kleine Genossin (Seltsimees laps) aus Estland war der Eröffnungsfilm. Großer Gewinner war der isländische Streifen Gegen den Strom (Kona fer í stríd) von Benedikt Erlingsson, der vier Preise erhielt: neben dem mit 12.500 Euro dotierten NDR-Filmpreis und dem Publikumspreis der Lübecker Nachrichten (5.000 Euro) auch den Baltischen Filmpreis (2.500 Euro) sowie den Kirchlichen Filmpreis Interfilm (5.000 Euro).

### Festival 2019
Bei der 61. Auflage der Nordischen Filmtage vom 29. Oktober bis 3. November 2019 wurden an sechs Tagen 196 Filme gezeigt. Zur Eröffnung lief das schwedische Liebesdrama Feuer und Flamme (Eld och Lågor) von Måns Mårlind und Björn Stein. Den NDR-Filmpreis erhielt erneut ein Beitrag aus Island, Hlynur Pálmasons Werk Weißer weißer Tag (Hvítur, Hvítur Dagur).

### Festival 2020
Die Nordischen Filmtage 2020 fanden im Zeitraum vom 4. November bis zum 11. November 2020 coronabedingt ausschließlich online statt. 146 Filme standen auf der Streamingplattform culturebase.org zur Verfügung. Ursprünglich sollte das Festival am 8. November 2020 enden, konnte aber bis zum Ablauf des 11. November verlängert werden. Rund 16.000 Streamabrufe wurden verzeichnet. Mit dem NDR-Filmpreis wurde erstmals ein lettischer Film ausgezeichnet, Die Grube von Dace Pūce. Weitere Auszeichnungen waren der Publikumspreis für Der Waldriese (Metsäjätti) von Ville Jankeri und der Baltische Filmpreis für Gesellschaftsspiele (Seurapeli) von Jenni Toivoniemi.

### Festival 2021
Die 63. Nordischen Filmtage Lübeck vom 3. bis 7. November 2021 fanden nach 2020 wieder mit Publikum statt. Gezeigt wurden über 130 Filme. Etwa 80 Prozent des Filmangebots war auch über eine Streaming-Plattform zu sehen. Ein Schwerpunkt des diesjährigen Festivals war die Verleihung des Ehrenpreises an die dänische Schauspielerin Trine Dyrholm, die mit dem Geschichtsdrama Die Königin des Nordens (Margrete den første) von Charlotte Sieling auch im Wettbewerb vertreten war; das Werk erhielt den Publikumspreis. Eröffnet wurden die NFL mit der isländischen Action-Komödie Cop Secret (Leynilögga) von Hannes Þór Halldórsson, die den „Preis für das beste Spielfilmdebüt“ bekam. Den Hauptpreis, den NDR-Filmpreis, erhielt der finnische Beitrag The Gravedigger’s Wife von Khadar Ayderus Ahmed, der zudem den „Kirchlichen Filmpreis Interfilm“ erhielt.
Weitere Auszeichnungen gingen an Teemu Nikkis The Blind Man Who Did Not Want to See the Titanic („Baltischer Filmpreis für einen Nordischen Spielfilm“), Arica („Dokumentarfilmpreis des DGB Bezirk Nord“), The Dunes Said (Die Dünen sagten) („CineStar-Preis“), Nelly Rapp, Monsteragentin („Kinder- und Jugendfilmpreis“), Eva & Adam („Preis der Kinderjury“) sowie Yngvild Sve Flikkes Ninjababy („Preis der Jugendjury“).

### Festival 2022
Die 64. Nordischen Filmtage Lübeck fanden vom 2. bis 6. November 2022 statt. Gezeigt wurden über 170 Filme und audiovisuelle Werke. Etwa 70 Prozent des Filmangebots war auch über eine Streaming-Plattform zu sehen. Der diesjährige Ehrenpreis wurde dem isländischen Filmregisseur Fridrik Thór Fridriksson verliehen. Eröffnet wurden die NFL mit der dänischen Jazz-Dokumentation Music for Black Pigeons von Jørgen Leth und Andreas Koefoed. Den Hauptpreis, den NDR-Filmpreis, erhielt die schwedisch-europäische Koproduktion Boy from Heaven von Tarik Saleh, die zudem den „Kirchlichen Filmpreis Interfilm“ erhielt. Zweifach ausgezeichnet wurde auch der finnische Beitrag Girls Girls Girls von Alli Haapasalo („Kinder- und Jugendfilmpreis“ und „Preis der Jugendjury“). Den neugeschaffenen „Preis für den Besten Nordischen und Baltischen Kurzfilm“ erhielt Skolen ved havet der norwegischen Filmemacherin Solveig Melkeraaen.
Weitere Auszeichnungen gingen an Hlynur Pálmasons Vanskabte Land („Baltischer Filmpreis für einen Nordischen Spielfilm“), Armotonta menoa – Hoivatyön lauluja (Ruthless Times – Songs of Care) („Dokumentarfilmpreis des DGB Bezirk Nord“), and died together one day (und starben an dem gleichen Tag) („CineStar-Preis“), Den store stilhed (The Great Silence) („Preis für das beste Spielfilmdebüt“) und Robotbror (My Robot Brother) („Preis der Kinderjury“). Den „Publikumspreis“ gewann Hallvar Witzøs Filmkomödie Alle hassen Johan.

### Festival 2023
Die 65. Nordischen Filmtage Lübeck fanden vom 1. bis 5. November 2023 statt. Gezeigt wurden 180 Filme in fast 250 Vorstellungen. Die Hälfte des Programms konnte auch über eine Streaming-Plattform angesehen werden. Eröffnungsfilm war die schwedisch-dänische Filmkomödie Tilsammans 99 von Lukas Moodysson, die auf dem Festival ihre Deutschlandpremiere feierte. Der Ehrenpreis des Festivals ging an den schwedischen Regisseur Roy Andersson. Die Retrospektive widmete sich unter dem Motto „Schon immer jung“ der Darstellung von Jugendkulturen im nordischen und baltischen Kino von den 1920er Jahren bis zur Jahrtausendwende. Die beiden in diesem Jahr erstmals vergebenen Drehbuchstipendien in Höhe von 35.000 € gingen an die Autorinnen Annika Pinske und Gesine Danckwart.
Der Hauptpreis, der NDR-Filmpreis, ging an Tia Kouvo für ihr finnisch-schwedisches Spielfilmdebüt Mummola – Finnische Weihnachten (Mummola). Zweifach ausgezeichnet wurde Mika Gustafsons schwedisch-dänisch-finnische Koproduktion Paradiset Brinner (Paradise Is Burning) („Kirchlicher Filmpreis Interfilm“ und „Preis der Jugendjury“). Den „Baltischen Filmpreis für einen Nordischen Spielfilm“ erhielt Stille Liv der dänischen Filmemacherin Malene Choi.
Weitere Auszeichnungen gingen an Laurens Pérols Å Øve (Practice) („Preis für das beste Spielfilmdebüt“), Gösta Petter-land („Preis für den Besten Nordischen und Baltischen Kurzfilm“), Inger & det dårlige selskab (Mrs Hansen & The Bad Companions) („Dokumentarfilmpreis des DGB Bezirk Nord“), *(in)visible Night („CineStar-Preis“), und Dancing Queen („Preis der Kinderjury“). Mit dem „Publikumspreis der Lübecker Nachrichten“ ausgezeichnet wurde Ole Giævers Dokudrama Ellos eatnu – La elva leve (Let the River Flow).

### Festival 2024
Die 66. Nordischen Filmtage Lübeck fanden vom 6. bis 10. November 2024 statt. In über 200 Vorstellungen wurden 169 Filme gezeigt, wovon 60 % auch über eine Streaming-Plattform angesehen werden konnten. Eröffnet wurde das Festival mit dem lettischen Animationsfilm Flow (Straume) von Gints Zilbalodis. Mit dem undotierten Ehrenpreis wurde die finnische Schauspielerin Kati Outinen bedacht, die auch das Programm der Hommage mit fünf Filmen aus ihrer Zusammenarbeit mit Aki Kaurismäki zusammenstellte. Die beiden in diesem Jahr erneut vergebenen Drehbuchstipendien gingen an die Autorinnen Angelina Maccarone und Anne Döring.
Zwei Auszeichnungen erhielt Mein ewiger Sommer (Min evige sommer) der dänischen Regisseurin Sylvia Le Fanu, der neben dem NDR-Filmpreis (12.500 €) auch den Baltischen Filmpreis (5000 €) bekam. Der Preis des Freundeskreises für das Beste Spielfilmdebüt (7500 €) ging an Caroline Ingvarsson für Unmoored. Ebenfalls zwei Preise erhielt der Isländer Rúnar Rúnarsson: den Kirchlichen Filmpreis Interfilm für den Spielfilm Wenn das Licht zerbricht (When the Light Breaks / Ljósbrot) und den Preis für den besten nordischen und baltischen Kurzfilm für O. Den Dokumentarfilmpreis gewann Pamela Hogan für Ein Tag ohne Frauen (The Day Iceland Stood Still). Insgesamt wurden elf Preise im Gesamtwert von 65.000 Euro vergeben.

### Festival 2025
Die 67. Nordischen Filmtage Lübeck sind für den 5. bis 9. November 2025 geplant.

## Prämierte Filme

### Auswahl NDR-Filmpreis
- 1998: Nur Wolken bewegen die Sterne (Bare skyer beveger stjernene) – Regie: Torun Lian, Norwegen
- 1999: Bye Bye Bluebird – Regie: Katrin Ottarsdóttir, Dänemark
- 2000: Aberdeen – Regie: Hans Petter Moland, Norwegen / Die Bank (Bænken) – Regie: Per Fly, Dänemark
- 2001: Ein richtiger Mensch (Et rigtigt menneske) – Regie: Åke Sandgren, Dänemark
- 2002: Dorn im Auge (Øyenstikker) – Regie: Marius Holst, Norwegen
- 2003: Das Erbe (Arven) – Regie: Per Fly, Dänemark
- 2004: Verschwörung im Berlin-Express (Skenbart – en film om tåg) – Regie: Peter Dalle, Schweden
- 2005: Totschlag – Im Teufelskreis der Gewalt (Drabet) – Regie: Per Fly, Dänemark
- 2006: 1:1 (Eins zu Eins) (En til en) – Regie: Annette K. Olesen, Dänemark
- 2007: Die Kunst des negativen Denkens (Kunsten å tenke negativt) – Regie: Bård Breien, Norwegen
- 2008: Der Mann, der Yngve liebte (Mannen som elsket Yngve) – Regie: Stian Kristiansen, Norwegen
- 2009: Eine vernünftige Lösung (Det enda rationella) – Regie: Jörgen Bergmark, Schweden
- 2010: Bessere Zeiten (Svinalängorna) – Regie: Pernilla August, Schweden
- 2011: King of Devil’s Island (Kongen av Bastøy) – Regie: Marius Holst, Norwegen
- 2012: Die Jagd (Jagten) – Regie: Thomas Vinterberg, Dänemark / Eat Sleep Die (Äta Sova Dö) – Regie: Gabriela Pichler, Schweden
- 2013: Ich bin Dein (Jeg er din) – Regie: Iram Haq, Norwegen / Der Nordwesten (Nordvest) – Regie: Michael Noer, Dänemark
- 2014: Straße der Hoffnung (Vonarstræti / Life in A Fishbowl) – Regie: Baldvin Z. (Zophoníasson), Island
- 2015: Die Rückkehr (Å vende tilbake / Returning Home) – Regie: Henrik Martin Dahlsbakken, Norwegen
- 2016: Herzstein (Hjartasteinn / Heartstone) – Regie: Guðmundur Arnar Guðmundsson, Island
- 2017: Der Charmeur (Charmøren) – Regie: Milad Alami, Dänemark[22]
- 2018: Gegen den Strom (Kona fer í stríð) – Regie: Benedikt Erlingsson, Island[6]
- 2019: Weißer weißer Tag (Hvítur, Hvítur Dagur) – Regie: Hlynur Pálmason, Island[23]
- 2020: Die Grube (Bedre / The Pit) – Regie: Dace Pūce, Lettland
- 2021: The Gravedigger’s Wife – Regie: Khadar Ayderus Ahmed, Finnland / Frankreich / Deutschland
- 2022: Boy from Heaven (Walad Min Al Janna) – Regie: Tarik Saleh, Schweden / Frankreich / Finnland / Marokko / Dänemark
- 2023: Mummola (Family Time) – Regie: Tia Kouvo, Finnland / Schweden
- 2024: Mein ewiger Sommer (Min evige sommer) – Regie: Sylvia Le Fanu, Dänemark

### Auswahl Publikumspreis derLübecker Nachrichten
- 1998: Das Fest (Festen) – Regie: Thomas Vinterberg, Dänemark
- 1999: Der Weg nach draußen (Vägen ut) – Regie: Daniel Lind Lagerlöf, Schweden
- 2000: Die Bank (Bænken) – Regie: Per Fly, Dänemark
- 2001: Elling – Regie: Petter Næss, Norwegen
- 2002: Der Mann ohne Vergangenheit (Mies vailla menneisyyttä) – Regie: Aki Kaurismäki, Finnland
- 2003: Der Himmel stürzt ein (Himmelfall) – Regie: Gunnar Vikene, Norwegen
- 2004: Verschwörung im Berlin-Express (Skenbart – en film om tåg) – Regie: Peter Dalle, Schweden
- 2005: Die beste Mutter (Äideistä parhain) – Regie: Klaus Härö, Finnland
- 2006: 1:1 (Eins zu Eins) (En til en) – Regie: Annette K. Olesen, Dänemark
- 2007: Mit offenen Armen (Underbara älskade) – Regie: Johan Brisinger, Schweden
- 2008: Die Rebellion von Kautokeino (Kautokeino opprøret) – Regie: Nils Gaup, Norwegen
- 2009: Post für Pastor Jakob (Postia pappi Jaakobille) – Regie: Klaus Härö, Finnland
- 2010: Ein gutes Herz (The Good Heart) – Regie: Dagur Kári, Island
- 2011: King of Devil’s Island (Kongen av Bastøy) – Regie: Marius Holst, Norwegen
- 2012: Die Jagd (Jagten) – Regie: Thomas Vinterberg, Dänemark
- 2013: Kertu – Regie: Ilmar Raag, Estland
- 2014: HalloHallo (HallåHallå) – Regie: Maria Blom, Schweden
- 2015: Virgin Mountain (Fúsi) – Regie: Dagur Kári, Island
- 2016: Der Tag wird kommen (Der kommer en dag / The Day Will Come) – Regie: Jesper W. Nielsen, Dänemark
- 2017: Was werden die Leute sagen (Hva vil folk si) – Regie: Iram Haq, Norwegen[22]
- 2018: Gegen den Strom (Kona fer í stríð) – Regie: Benedikt Erlingsson, Island[6]
- 2019: Master Cheng in Pohjanjoki (Mestari Cheng) – Regie: Mika Kaurismäki, Finnland[23]
- 2020: Der Waldriese (Metsäjätti) – Regie: Ville Jankeri, Finnland
- 2021: Die Königin des Nordens (Margrete den første) – Regie: Charlotte Sieling, Dänemark
- 2022: Alle hassen Johan (Everybody Hates Johan) – Regie: Hallvar Witzø, Norwegen, Schweden
- 2023: Ellos eatnu – La elva leve (Let the River Flow) – Regie: Ole Giæver, Norwegen, Schweden, Finnland
- 2024: Quiet Life – Regie: Alexandros Avranas, Frankreich / Deutschland / Schweden / Griechenland / Estland / Finnland